# Annabelle (film)
Az Annabelle 2014-ben bemutatott amerikai természetfeletti horrorfilm John R. Leonetti rendezésében. A főbb szerepekben Annabelle Wallis, Ward Horton és Alfre Woodard látható. A film cselekménye szorosan kapcsolódik, kvázi előzménytörténete a 2013-as Démonok között és Démonok között 2. című filmeknek. A művet egy Annabelle nevű baba ihlette, mely Ed és Lorraine Warren paranormális beszámolóiban szerepelt.
2014. október 3-án mutatták be világszerte. Az Egyesült Államokban a hollywoodi Grauman Kínai Színházban vetítették először, 2014. szeptember 29-én. Az alkotás vegyes kritikát kapott, de kasszasiker lett: a mindössze 6,5 millió dolláros költségek mellett 256,9 millió dollár bevételt termelt.

## Cselekmény
A film a Démonok között jelenetével indul, két fiatal nő és egy fiatalember elmesélik a démonologista Ed és Lorraine Warrennek tapasztalataikat egy Annabelle nevű babáról, amelyet véleményük szerint kísértet szállt meg.
1967-ben John és Mia Forma első gyermeküket várják. John vesz neki egy régóta áhított, drága antik babát. Azon az éjszakán Mia dulakodás hangjait hallja, mint kiderül, a szomszéd Higginséket betörők megtámadták és meggyilkolták. Amikor Mia felhívja a rendőrséget, rátámad egy férfi és egy nő, aki a babát tartja a kezében. A kiérkező rendőrség megöli a férfit, míg a nő öngyilkos lesz, átvágva a torkát. Egy csepp vére a baba arcára hullik. Egy hírjelentés azonosítja a támadókat, Annabelle Higgins és a barátja a Ram sátánista szekta tagjai és hívei voltak.
Mia megkéri Johnt, az incides után dobja el a babát. Mia egy egészséges Leah nevű kislánynak ad életet. A család új otthonba költözik, és Mia megtalálja a kidobottnak hitt babát. További furcsa jelenségeket tapasztal, így kapcsolatba lép egy nyomozóval, aki tájékoztatja a kultusz részleteiről. Mia egy Evelyn nevű nő könyvesboltjába megy, aki megállapítja, az őt kísértő szellem Leah lelkét akarja. Evelyn elmeséli, hogy volt egy lánya, Ruby, aki egy Evelyn által okozott autóbalesetben halt meg. Bűntudata miatt öngyilkosságot kísérelt meg, de meghallotta Ruby hangját, aki azt mondta neki, még nem jött el Evelyn halálának ideje.
A pár kapcsolatba kerül Perez atyával, aki megpróbálja bevinni a babát a templomba. Annabelle szelleme támadásba lendül és a baba eltűnik. Perez figyelmezteti Johnt, hogy Annabelle lelke okozta a sérüléseit. Egy másik támadás során a baba úgy tűnik, mintha levitálna, de Mia látja, ahogyan a démon manipulálja a tárgyat. Mia megpróbálja elpusztítani Annabelle-t, de a démon azt mondja neki, véget tudnak vetni a baba átkának, ha egy lelket feláldoznak neki. John és Evelyn ezt követően megakadályozzák Miát abban, hogy kiugorjon az ablakon Annabelle-lel. Evelyn megragadja Annabelle-t, majd úgy dönt, ő áldozza fel magát, hisz úgyis megérdemli a halált Ruby balesete miatt. Ezt követően kiugrik az ablakon Annabelle-lel, a baba pedig eltűnik.
Hat hónappal később láthatjuk, amint a nyitó jelenetben szereplő egyik asszony ajándékként megvásárolja Annabelle-t gyermeke számára. A képernyőn megjelenő szöveg szerint az igazi Annabelle baba egy Ed és Lorraine Warren múzeumban található, ahol egy pap havonta kétszer megáldja, így óvva meg a gonosztól. A film utolsó jelenetében az Annabelle baba egy üvegdobozba zárva látható, mialatt a kamera képe lassan elsötétül.

## Szereplők
| Szerep                     | Színész            | Magyar hang     |
| -------------------------- | ------------------ | --------------- |
| Mia Form                   | Annabelle Wallis   | Zsigmond Tamara |
| John Form                  | Ward Horton        | Szabó Máté      |
| Perez atya                 | Tony Amendola      | Barbinek Péter  |
| Evelyn                     | Alfre Woodard      | Makay Andrea    |
| Sharon Higgins             | Kerry O'Malley     | Kovács Nóra     |
| Pete Higgins               | Brian Howe         | Forgács Gábor   |
| Clarkin nyomozó            | Eric Ladin         | Dányi Krisztián |
| Dr. Burgher                | Ivar Brogger       | Katona Zoltán   |
| Robert                     | Gabriel Bateman    |                 |
| szomszéd                   | Geoff Wehner       |                 |
| Nancy                      | Shiloh Nelson      |                 |
| Annabelle Higgins (7 éves) | Keira Daniels      |                 |
| anya                       | Robin Pearson Rose | Hirling Judit   |
| hivatalnok                 | Camden Singer      |                 |
| Debbie                     | Morganna Bridgers  | Czető Zsanett   |
| Camilla                    | Amy Tipton         |                 |
| nővér                      | Sasha Sheldon      |                 |
| Fuller                     | Christopher Shaw   |                 |
| Démon                      | Joseph Bishara     |                 |

## A film készítése
A film a Démonok között spin-offjaként készült és az abban látható Annabelle baba eredetére összpontosít. Úgy tervezték, hogy önálló történetként is megállja a helyét, ugyanakkor a Démonok között rajongói számára is érdekes maradjon, annak ellenére, hogy már ismerik az elődjét. A Backstage.com szerint a film volt az egyik első olyan új stratégiájú produkció a Warner Brotherstől és a New Line-tól „amely kihasználta a már meglevő rajongói bázist, így kevesebb költségvetés és gyártási idő befektetésével nagyobb bevételhez jutottak”.
2014 januárjában tették közzé, hogy Annabelle Wallis és Ward Horton játsszák a főszerepeket. Eric Ladinn, Brian Howie és Alfre Woodward szerződtetését is még abban a hónapban bejelentették. A forgatás 2014. január 24-én kezdődött a kaliforniai Covinában. Február 25-én Normandie Avenue-be költözött át, ahol 55 tagú stáb forgatott.
Leonetti Safran rendező és producer szerint az Annabelle kulisszái „kísértetiesek” voltak, és úgy gondolták, „természetfeletti jelenségek” játszódnak le.

## Zene
Joseph Bishara 2014. április 24-én végzett a film összes zenéjének felvételével. A WaterTower Music gondozásában 2014. szeptember 30-án ezeket CD-n is kiadták.

## Fordítás
- Ez a szócikk részben vagy egészben  az   Annabelle (film) című angol Wikipédia-szócikk ezen változatának fordításán alapul.  Az eredeti cikk szerkesztőit annak laptörténete sorolja fel. Ez a jelzés csupán a megfogalmazás eredetét és a szerzői jogokat jelzi, nem szolgál a cikkben szereplő információk forrásmegjelöléseként.